# Сырецкая (приток Сяси)

Сырецкая — река в России, протекает в Волховском районе Ленинградской области. Левый приток Сяси.

## География
Река начинается на северной окраине болота Зеленецкие Мхи, около деревни Сырецкое. Течёт на север, впадает в Сясь по 28 км от устья последней, около деревни Морозово. Других населённых пунктов на реке нет. Длина Сырецкой составляет 18 км.

## Данные водного реестра
По данным государственного водного реестра России относится к Балтийскому бассейновому округу, водохозяйственный участок реки — Сясь, речной подбассейн реки — Нева и реки бассейна Ладожского озера (без подбассейна Свирь и Волхов, российская часть бассейнов). Относится к речному бассейну реки Нева (включая бассейны рек Онежского и Ладожского озера).
По данным геоинформационной системы водохозяйственного районирования территории РФ, подготовленной Федеральным агентством водных ресурсов:
- Код водного объекта в государственном водном реестре — 01040300112102000018426
- Код по гидрологической изученности (ГИ) — 102001842
- Код бассейна — 01.04.03.001
- Номер тома по ГИ — 2
- Выпуск по ГИ — 0